# Bomsjön, Solna socken

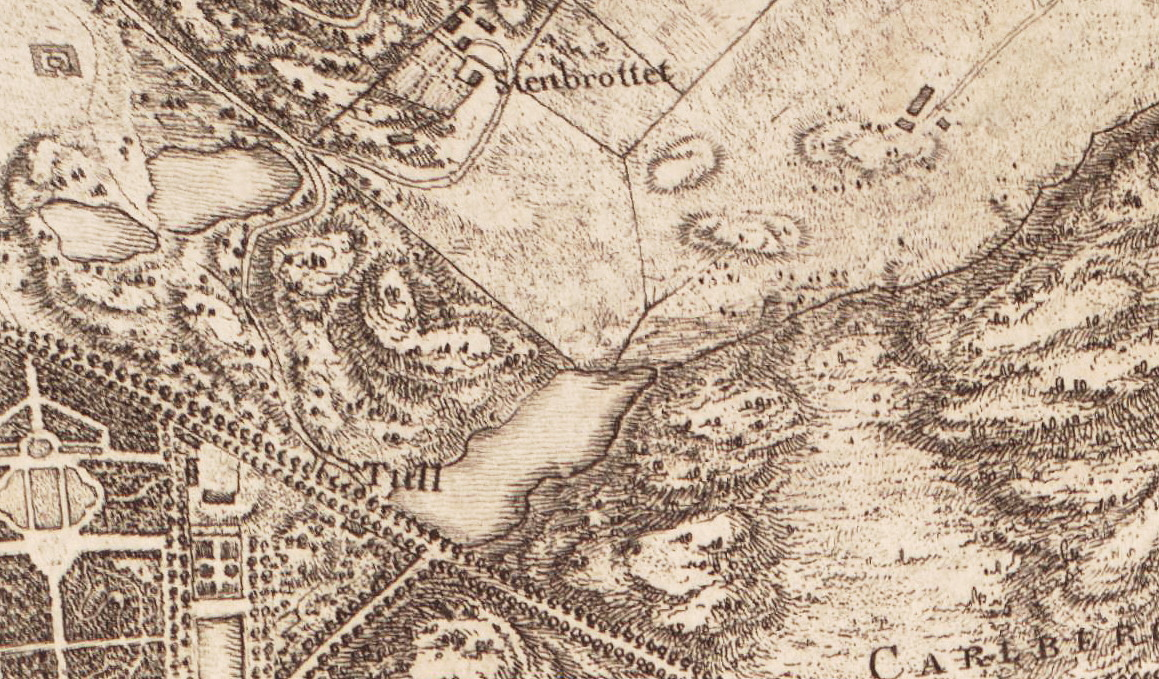
Bomsjön och Karbergs slotts park, 1805.

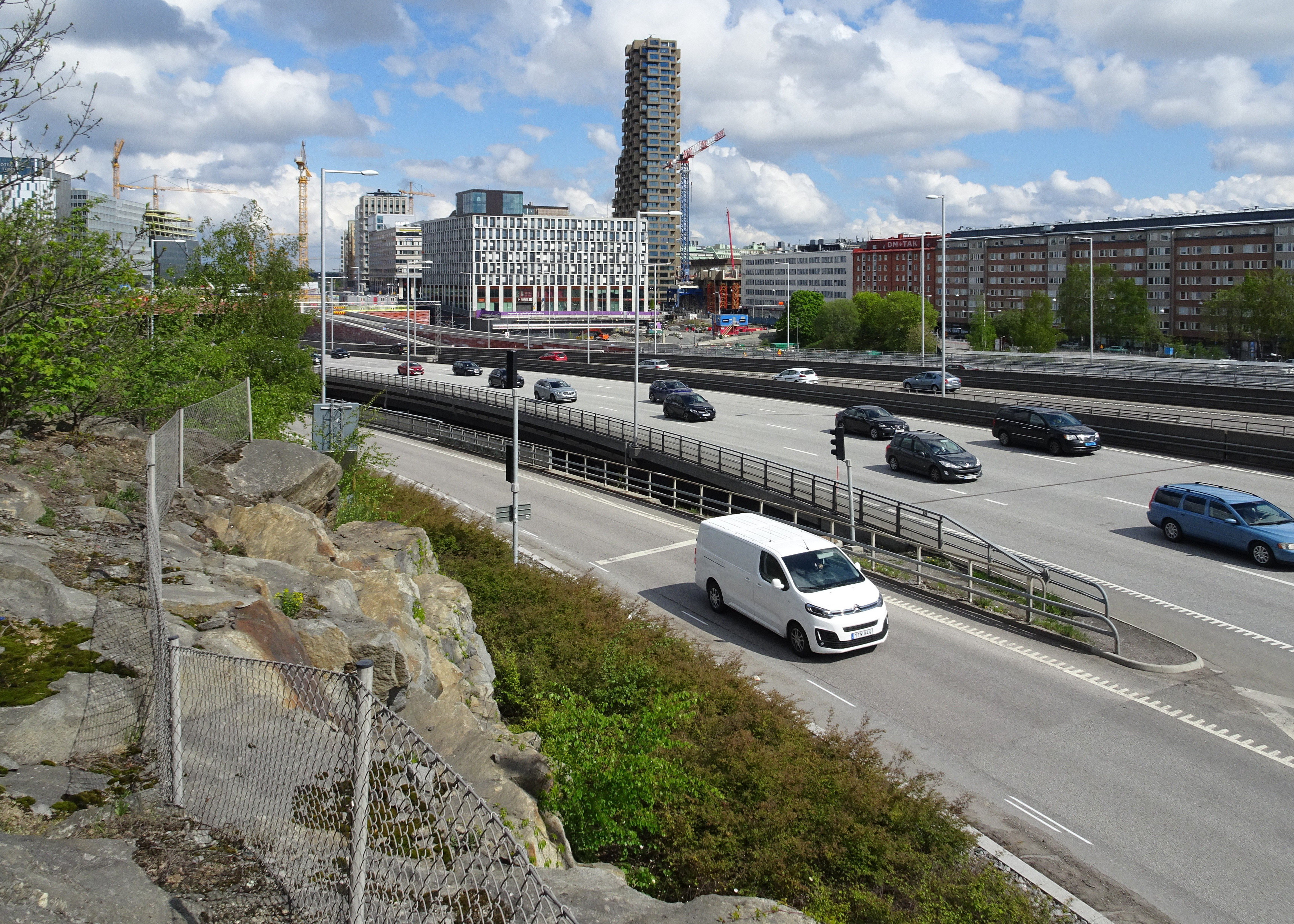
Området sett från Ryssberget, 2019.

Bomsjön (även kallad Karlbergs Damm) var en sjö i Uppland på gränsen mellan dagens Solna kommun och Stockholms kommun och är en av innerstans sju numera försvunna insjöar.

## Beskrivning
Bomsjön låg i dalgången som sträcker sig mellan Karlbergssjön och Brunnsviken. Norr om platsen ligger det så kallade Ryssberget med lämningar efter äldre befästningsanläggningar. Sjön kallades Carlbergs Damm på Petrus Tillaeus karta från 1733 efter närbelägna Karlbergs slott, vars park gränsade till sjön. Utflödet var ett mindre vattendrag som gick till Karlbergssjön.
Bomsjön lades igen på 1870- och 1880-talen när Norra stambanan drogs fram här med sin gren Värtabanan. Ungefär där sjön låg uppfördes Stockholms soplastningsstation och Solnavägen (dagens Norra stationsgatan) drogs fram. En sista glimt av sjön fick man i samband med schaktarbeten för Norra länkens första del som öppnade för trafik 1991.